# صفائح ريكسيد

الحبل الشوكي - المادة السنجابية

صفائح ريكسيد

صفائح ريكسيد هي نظام تقسيم يتكون من عشر طبقات من المادة الرمادية (من 1 إلى 10) ، وضعها برور ريكسيد في أوائل الخمسينيات من القرن الماضي لتحديد أجزاء المنطقة الرمادية في الحبل الشوكي .  
وعلى غرار باحات برودمان، فإن صفائح ريكسيد تٌحدد من خلال تركيبها الخلوي وليس موقعها

## الصفائح
- العمود الرمادي الخلفي: (من 1 إلى 6)
  - صفيحة 1: النواة الهامشية للحبل الشوكي
  - الصفيحة 2:مادة رولاندو الهلامية
  - صفيحة 3 و 4 : النواة المخصوصة للحبل الشوكي
  - الصفيحة 5: رقبة القرن الظهري. وتختص خلايا هذا الصفيحة بمعالجة الإشارات الحسية الوارد من مستقبلات الألم في الجلد والعضلات والمفاصل، وكذلك مستقبلات الألم في الأحشاء. وتُعتبر هذه الطبقة مقرا لمجموعة ديناميكية واسعة من المسالك العصبية، والعصبونات البينية.[3]
  - الصفيحة 6: قاعدة القرن الظهري. وتستقبل اشارات من الألياف العصبية الكبيرة القطر التي تغذي العضلات والمفاصل و المغازل العضلية بسبب كونها حساسيتها، كما ترسل المعلومات إلى المخيخ حيث يمكن أن يتعدل توتر العضلات تبعا لذلك. [4]
- العمود الرمادي الجانبي: ( 7 و 10)
  - الصفيحة 7: نواة متوسطة إنسية، نواة متوسطة وحشية، نواة صدرية خلفية تقع في المنطقة الصدرية والجزء العلوي من المنطقة القطنية[5]
  - الصفيحة 10 : المنطقة الرمادية المحيطة بالقناة المركزية.[6]
- العمود الرمادي الأمامي: الثامن–التاسع
  - الصفيحة 8: عصوبنات بينية حركية; نواة صوارية
  - الصفيحة 9: خلايا عصبية حركية تحت محورية (عضلات جدار الجسم) ، وأفقية (في منطقة الأطراف)، ووسطية (عضلات الظهر)، بجانب نواة حجابية ونواة العصب الإضافي في مستوى المنطقة العنقية، ونوية أونوف في المنطقة العجزية.